# Saint-Gervais, Gironde

Saint-Gervais este o comună în departamentul Gironde din sud-vestul Franței. În 2009 avea o populație de 1.514 de locuitori.

## Evoluția populației
| An        | 1975 | 1982  | 1990  | 1999  | 2006  | 2009  |
| --------- | ---- | ----- | ----- | ----- | ----- | ----- |
| Populație | 903  | 1.026 | 1.204 | 1.219 | 1.398 | 1.514 |